# Capitólio (Minas Gerais)
Pour les articles homonymes, voir Capitolio.
Capitólio est une municipalité brésilienne de l'État du Minas Gerais et la microrégion de Passos.